# ファンゴッホの寝室

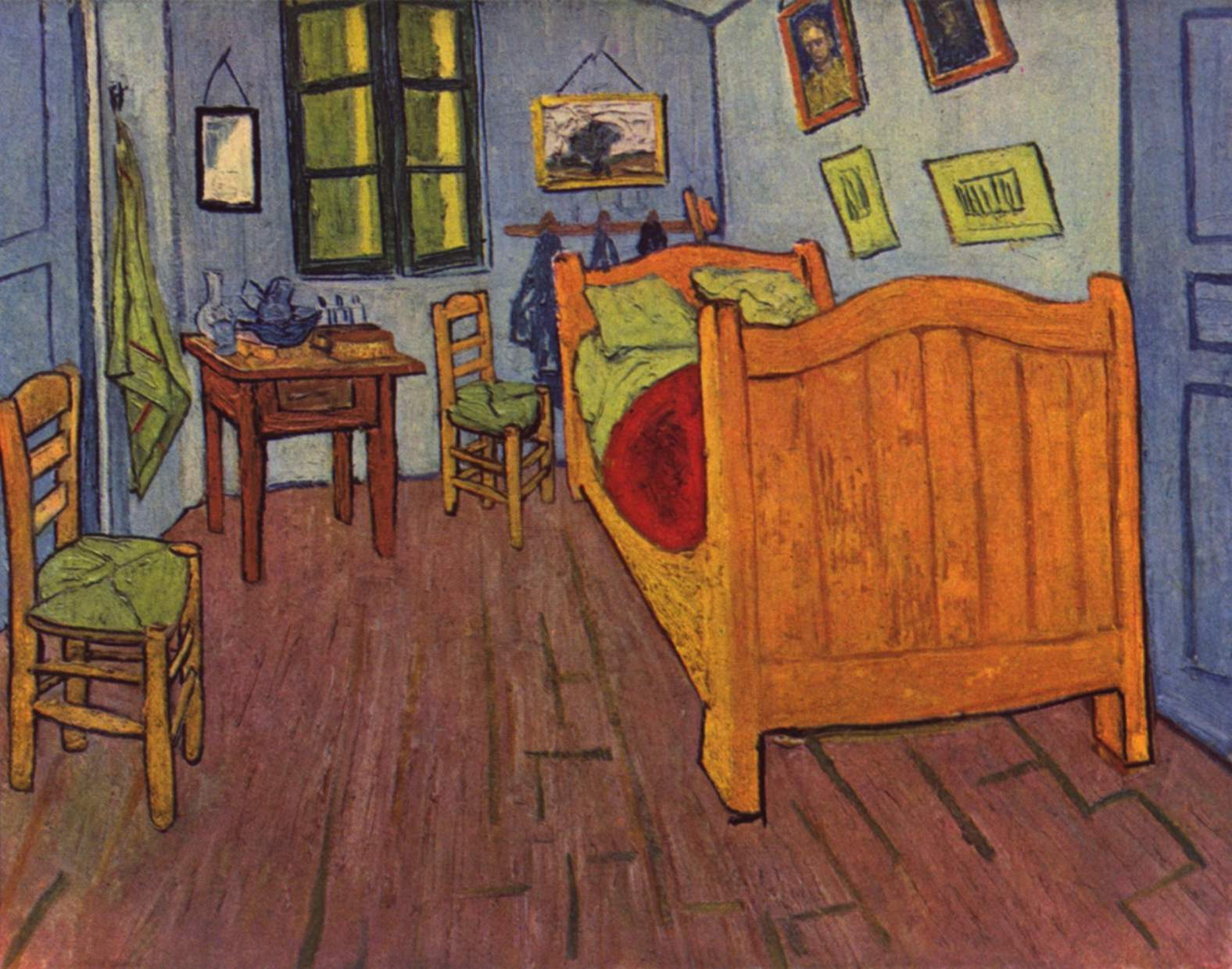
ファンゴッホの寝室（第1バージョン）、1888年、72×90cm、ゴッホ美術館蔵

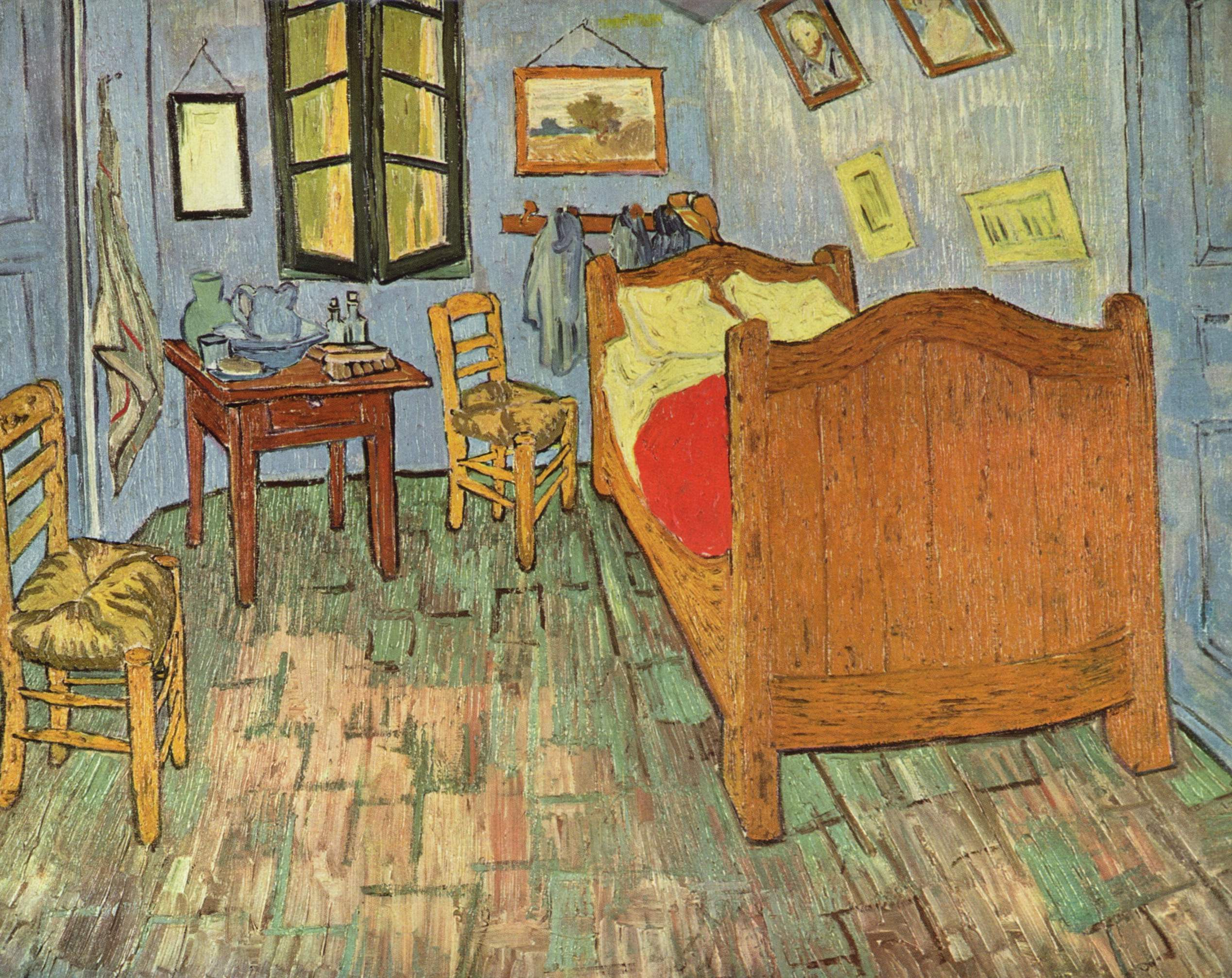
ファンゴッホの寝室（第2バージョン）、1889年、73.6×92.3cm、シカゴ美術館蔵

ファンゴッホの寝室（第3バージョン）、1889年、57.5×74cm、オルセー美術館蔵

ファン・ゴッホの寝室（ファンゴッホのしんしつ、フランス語: La Chambre à Arles、オランダ語: Slaapkamer te Arles）とは、1888年から1889年にかけてフィンセント・ファン・ゴッホによって描かれた絵画。油彩。同名の作品が3点あることが認められている。「ゴッホの寝室」、「アルルの寝室」「ファンゴッホの部屋」、「アルルの部屋」と表記されることもある。
フランス・アルルでゴッホが暮らした家の2階の部屋を描いたもの。家は現存しないが、ゴッホの作品に黄色い家として残されている。絵の左側の扉はゴーギャンの部屋につながっていたとされる。

## 経緯
3点のうち最初のものは、ゴーギャンがアルルに来る直前の1888年10月に描かれたもの。ゴッホ美術館蔵。
次のバージョンは、ほぼ同サイズで1889年9月に最初のものを複製して描かれている。シカゴ美術館蔵。
最後のバージョンは1889年9月にゴッホの母のためにサイズを縮小して複製して描かれたものである。後に松方幸次郎が購入しコレクション（いわゆる松方コレクション）に加えられていたが、第二次世界大戦当時はフランスに残され、サンフランシスコ講和条約による戦後賠償の一環として1959年にフランスの国有となり、現在はオルセー美術館にある。
1921年頃、松方がパリに滞在し絵を購入していた際には美術評論家の矢代幸雄が同行していた。この作品が、ルノアールの『アルジェリア風のパリの女たち』と共に画商で売りに出されていたため、矢代は「希代の傑作」であるとして松方に購入を勧めたが、松方は一度はこれを断り、矢代は落胆したという。しかし、その後、矢代が知らない間に松方はこの作品を購入していたことになる。

## 文化的レファレンス
2010年に放送されたイギリスのSFドラマ『ドクター・フー』第5シリーズ「ゴッホとドクター」では、『ファンゴッホの寝室』を再現したゴッホの寝室が劇中に登場した。撮影はクロアチアのトロギルで行われた。